# Fourth and Madison Building
Fourth and Madison Building (někdy také IDX Tower) je mrakodrap v Seattlu. Má 40 podlaží a výšku 156 metrů, je tak 12. nejvyšší mrakodrap ve městě. Výstavba probíhala v letech 2000 – 2002 a za designem budovy stojí Zimmer Gunsul Frasca Partnership . Budova disponuje 78 632 m2 převážně kancelářských ploch, které obsluhuje 16 výtahů.